# Höherer Kommandeur der Flak-Artillerieschulen
Der Höhere Kommandeur der Flakartillerie-Schulen war eine Dienststelle der deutschen Luftwaffe während des Zweiten Weltkrieges auf Divisionsebene.

## Aufstellung, Auftrag und Auflösung
Die Aufstellung erfolgte im Frühjahr 1940. Am 5. November 1944 wurde die Dienststelle zusammen mit dem Höheren Kommandeur der Feld-Artillerieschulen zur Flakschul-Division zusammengelegt. Unterstellt war die Dienststelle dem General der Flakartillerie beim Reichsminister der Luftfahrt und Oberbefehlshaber der Luftwaffe. Das Stabsquartier befand sich in Berlin. Ihm unterstellt waren mit Stichtag zum 4. Juni 1941 folgende Schulen:
- Flakartillerie-Schule I in Rerik
- Flakartillerie-Schule II in Bonn
- Flakartillerie-Schule III in Saalow
- Flakartillerie-Schule IV in Schongau
- Flakartillerie-Schule V in Baden bei Wien
- Luftkriegsschule 6 in Kitzingen
- Luftkriegsschule 8 in Göppingen
- Offiziersbewerber-Regiment 1 in Halle
- Höhere Flak-Waffentechnische Schule in Halle
- Flak-Waffentechnische Schule in Halle
- Flak-Waffentechnische Schule in Stralsund
- Flak-Waffentechnische Schule in Greifswald

Die Hauptaufgabe der Dienststelle umfasste neben der Tätigkeit als truppendienstlicher Vorgesetzter, die Überwachung und Regelung einer einheitlichen Ausbildung an allen Flakschulen. Ferner die Organisation von Flak-Waffenlehrgängen, die Durchführung von Versuchen sowie die Unterrichtung in Ballistik und Wetterkunde.

## Kommandeure
| Dienstgrad   | Name            | Datum                              |
| ------------ | --------------- | ---------------------------------- |
| Generalmajor | Erich Kressmann | 4. Juni 1941 bis April 1942        |
| Oberst       | Hans Simon      | April 1942 bis 14. März 1944       |
| Oberst       | Otto Stange     | 15. März 1944 bis 5. November 1944 |